# Donji Poloj
Donji Poloj – wieś w Chorwacji, w żupanii karlowackiej, w mieście Slunj. W 2011 roku liczyła 11 mieszkańców.